# Салтыково (Московская область)
Салтыко́во — село в Раменском районе. Входит в состав Ганусовского сельского поселения. Население — 164 чел. (2010).

## История
В сохранившихся источниках село Салтыково впервые упоминается с XVI века, когда писцовая книга 1577 г. фиксирует за Иваном Львовичем Салтыковым «старую их вотчину» — село Салтыково на речке Нищенке с церковью Успения Богородицы. Оно являлось центром крупного владения, куда входили ещё девять деревень, три пустоши и четыре сельца. Но история села, несомненно, гораздо древнее. Судя по названию, оно происходит от Михаила Игнатьевича Морозова, носившего прозвище Салтык и ставшего родоначальником фамилии Салтыковых. По словарю В. И. Даля, М. И. Морозов-Салтык жил в середине XV века, первый же достоверно известный владелец села, Иван Львович Салтыков, был его правнуком. В годы опричнины он вместе с отцом и братом Михаилом чем-то навлек на себя гнев царя Ивана IV (Грозного), и их семейство постигла опала. Противник царя Андрей Курбский в своей «Истории», которую он писал за рубежом, говорил, что Лев Андреевич Салтыков был погублен «с четырьмя або с пятьма сынами, ещё во юношеском веку цветущими. Ныне… слышах… Львовы дети не все погублены: нецыи остави живы, глаголют». Он не ошибался — Ивану Львовичу удалось избежать печальной судьбы отца и братьев.

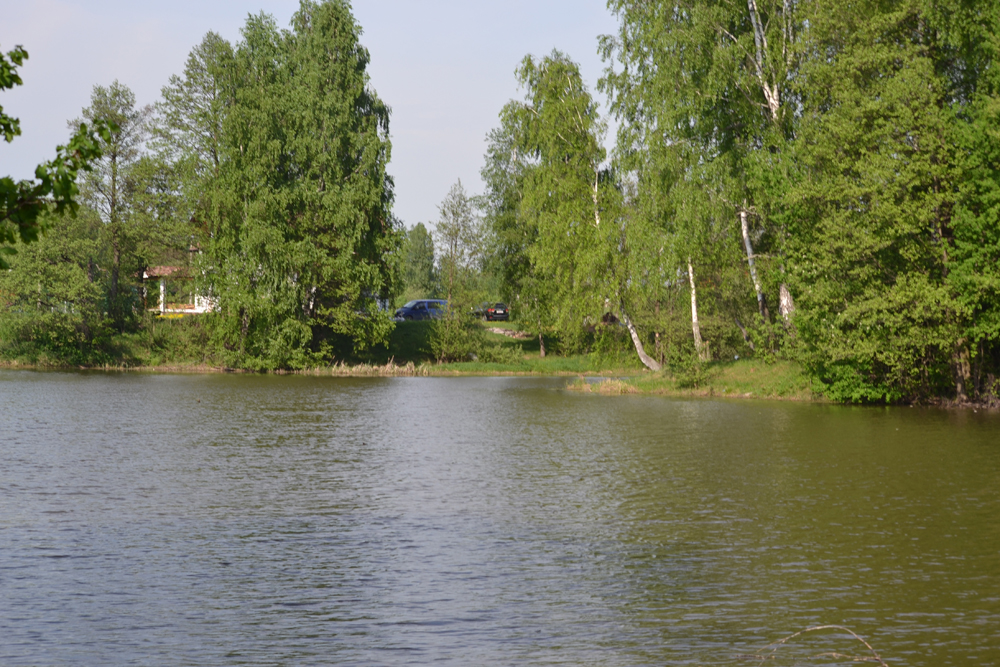
Река Нищенка в Салтыково

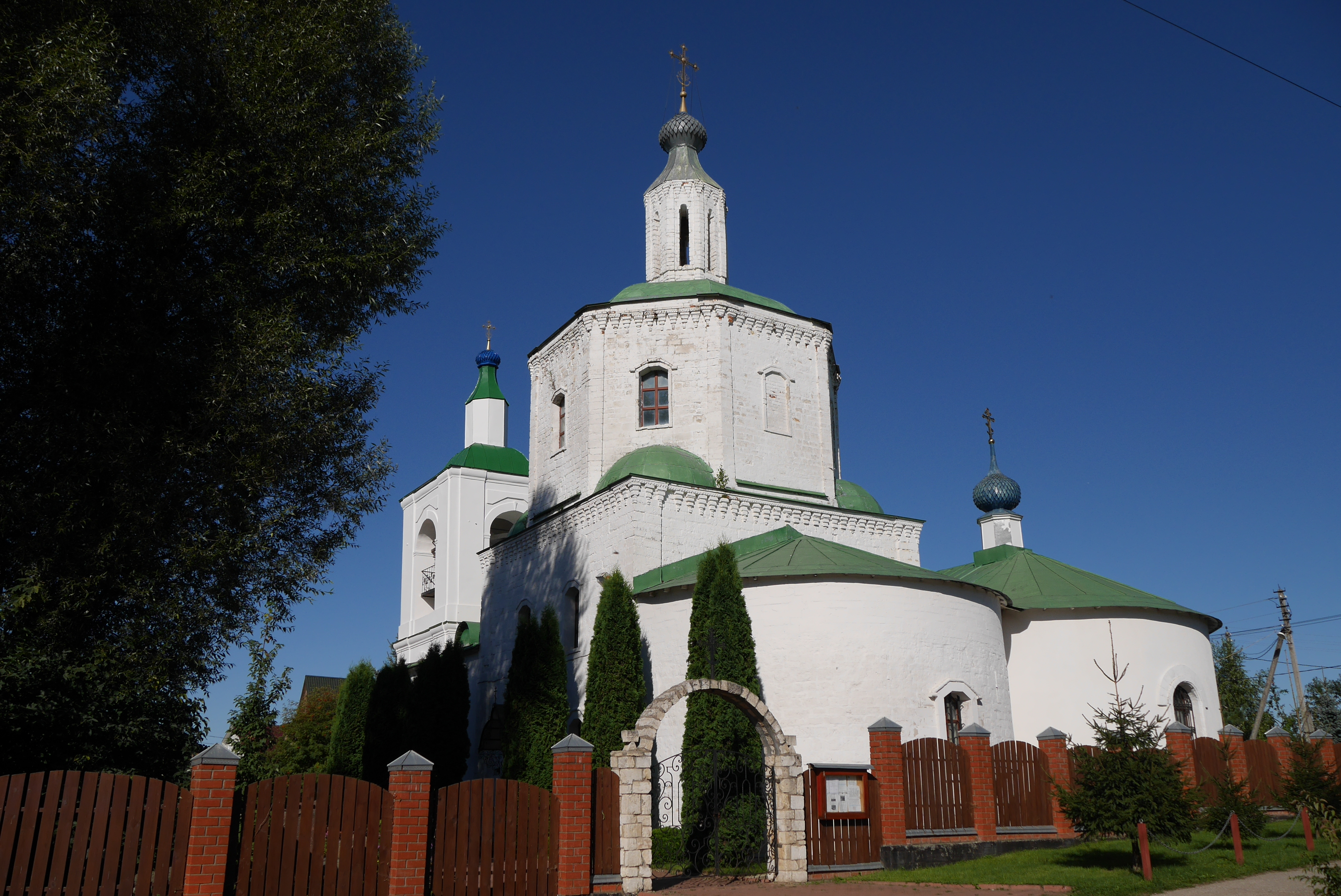
Успенская церковь в Салтыково

В 1629 г. село принадлежало Ивану Ивановичу Салтыкову, а ещё через полвека стольнику Льву Ивановичу Салтыкову. В 1705 г. оно значится владением его дочери Дарьи Львовны, вышедшей замуж за князя Петра Щербатова участника азовских походов Петра I, которые показали большую роль флота и положили начало превращения России в морскую державу.
Тщанием их сына, статского советника Николая Петровича Щербатова, в 1748 г в селе была построена каменная церковь с колокольней на месте более древнего деревянного храма и установлен крест с морской символикой по завещанию отца. На наличие этой символики указал потомок князей Щербатовых — Алексей Павлович, который последние годы жизни жил в Нью-Йорке, историк и лингвист из рода Рюриковичей. А присутствие короны на верхней части креста свидетельствует о том, что храм посещали царские особы.
По данным 1852 г. село принадлежало сыну тайного советника Семену Николаевичу Озерову. Отмечены церковь, 37 дворов, 187 душ мужского и 178 женского пола.
После освобождения крестьян от крепостной зависимости значительная часть жителей оставляет село. На 1899 г. в 52 семьях числилось 305 человек, 26 семей и 115 жителей значились отсутствующими. Благодаря тому, что в 1888 г. открылась церковно-приходская школа, учащихся и грамотных насчитывалось 124 человека. Земельный надел общины составлял 378 десятин, в том числе усадебной было 26 десятин. Многие были связаны с промыслами: клеили папиросные гильзы, осваивали специальности каменщиков, столяров, обрабатывали мраморные плиты для надгробных памятников. Наиболее квалифицированными и преуспевающими были серебряники.
В 1926 г. в деревне отмечено 63 хозяйства и 243 жителя (95 мужчин и 148 женщин), здесь располагались волостной исполком Салтыковской волости, управление милиции и с 1930-х гг. сельсовет.
В 1930-е гг. был создан колхоз, с 1976 г. влившийся в состав племенного совхоза (до недавнего времени ТОО) «Малышево».
По данным переписи 1989 г. в селе значилось всего 16 хозяйств и 12 постоянных жителей. В округе строятся дачи и коттеджи.
Прихожане со всех окрестных деревень, Василёво, Вишняково, Дор, Нестерово, Панино, Малышево, посещали Успенский храм вплоть до 30-х годов XX века. С начала XX века и до 1938 г. настоятелем Храма тогда был Отец Василий (Василий Дмитриевич Крестов). В 1938 году богоборческая власть закрыла храм и использовала его для хозяйственных нужд (хранили зерно). А позднее храм был разграблен местными жителями.
С лета 1999 года начались восстановительные работы на основе проекта, сделанного архитектором В. С. Блажевичем
Успенский храм 1747(1748) года постройки.
Близлежащие города: Бронницы, Раменское, Домодедово, Воскресенск, Коломна.

## Население
| 1926 | 2002 | 2010 |
| ---- | ---- | ---- |
| 243  | ↘39  | ↗164 |